# Висновская, Мария
Мария Юлия Висновская (пол. Maria Julia Wisnowska, 11 (23) декабря 1859, Варшава, Российская империя — 19 июня (1 июля) 1890, Варшава, Российская империя) — театральная актриса польского происхождения. Была достаточно известной как актриса, но в настоящее время о ней помнят главным образом в связи с громким уголовным делом об её убийстве.

## Биография
Начав сценическую карьеру в амплуа инженю, затем играла в амплуа субретки, также начала играть в трагических ролях (незадолго до смерти сыграла Офелию).  У неё было множество поклонников (одним из них был певец Александр Мишуга, который ради женитьбы на ней даже хотел развестись со своей женой).

### Убийство

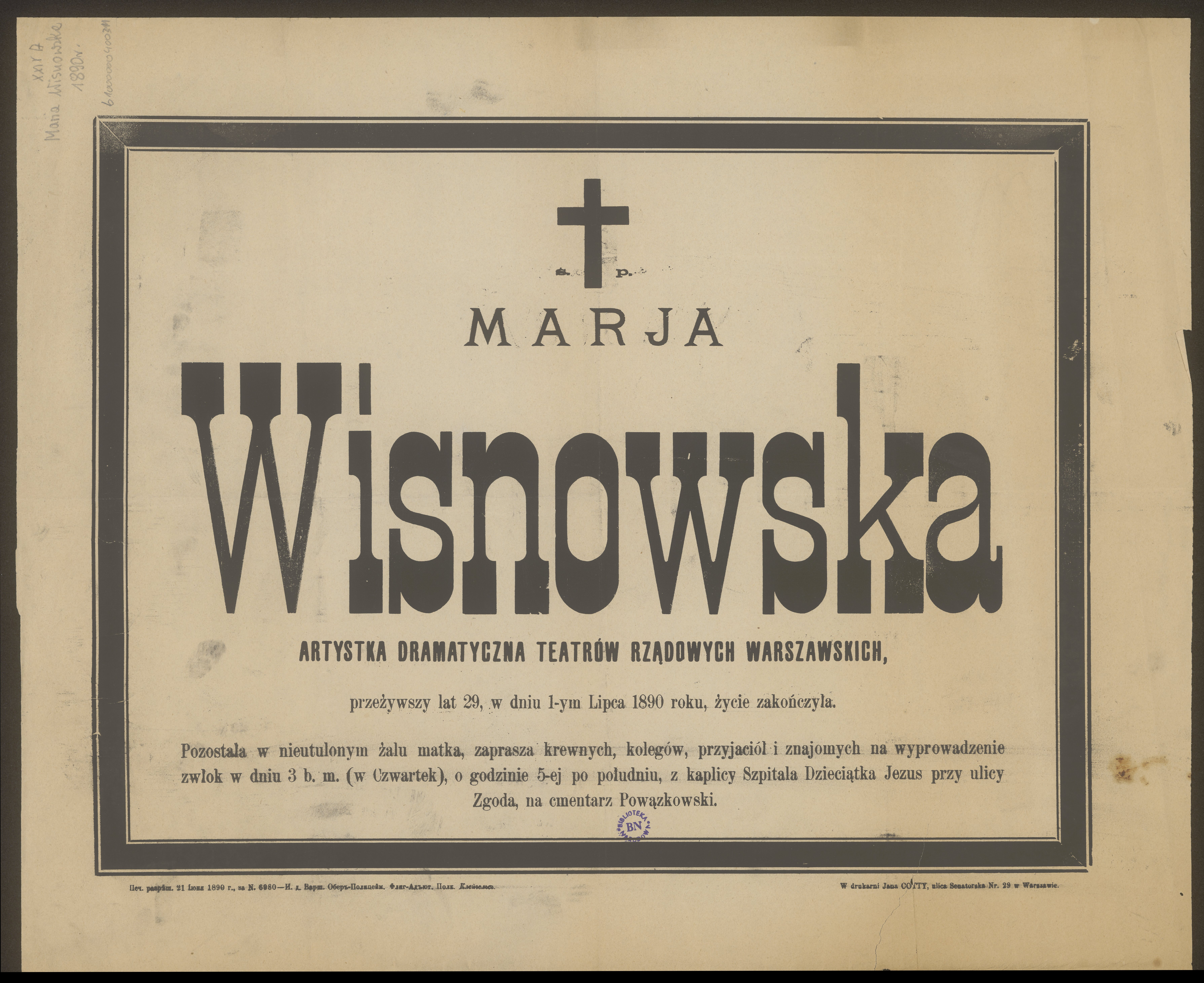
Некролог

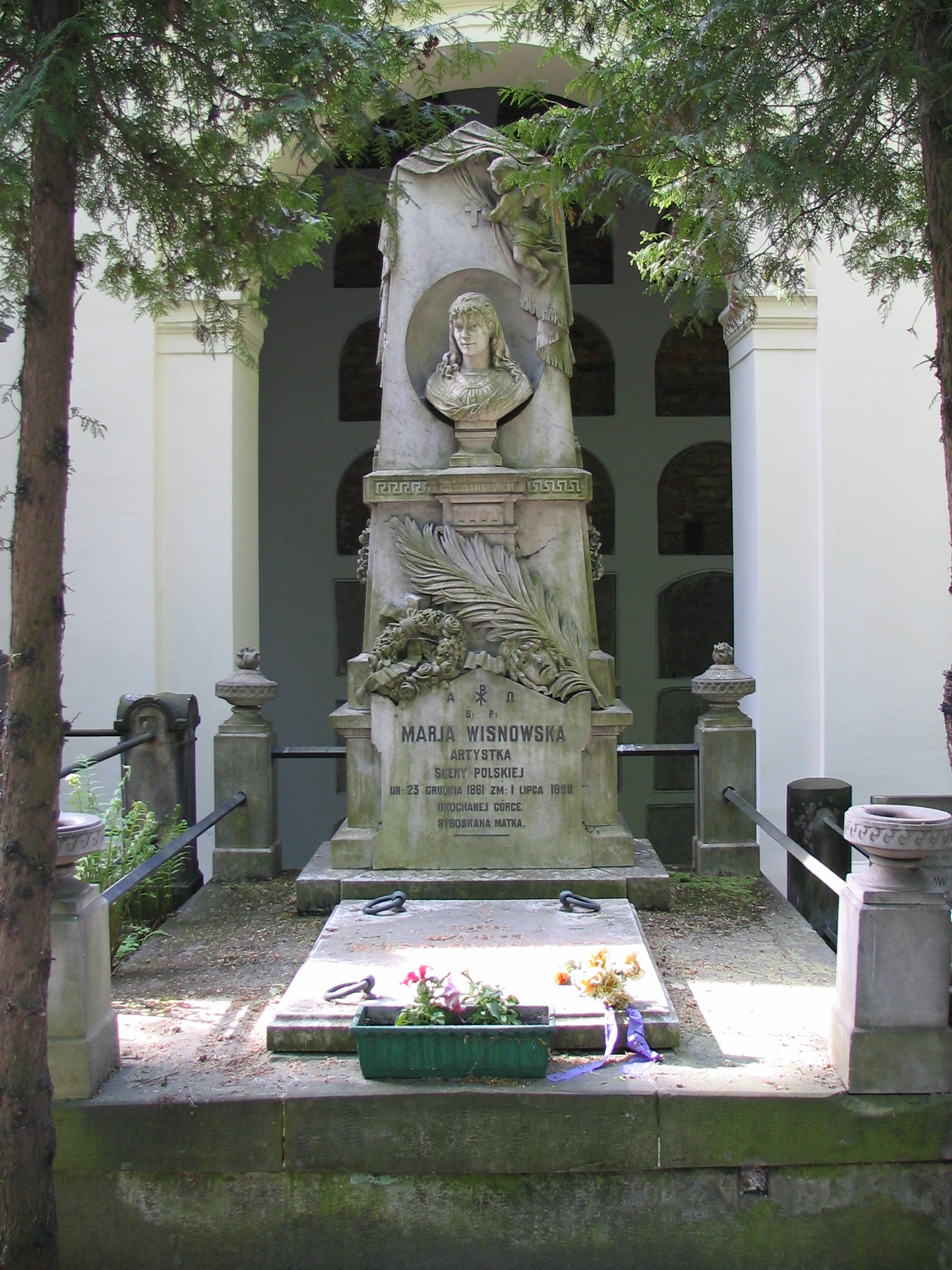
Могила Марии Висновской на варшавском кладбище Старые Повонзки

В шестом часу утра 19 июня 1890 года в квартиру офицера Гродненского гусарского лейб-гвардии полка (полк был дислоцирован в Варшаве) Лихачева явился его товарищ по полку 22-летний корнет Александр Бартенев и, сбросив с себя шинель, сказал «Вот мои погоны». Не успел Лихачев выразить свое удивление, как Бартенев сказал: «Я застрелил Маню», — и затем пояснил, что убил известную артистку Марию Висновскую. Лихачев, желая проверить это, разбудил своих товарищей Капниста и Ельца. Последние, узнав на квартире Висновской, что она с вечера ушла из дому и не возвращалась, отправились с данным им Бартеневым ключом на Новгородскую улицу, в дом № 14. В квартире, куда они вошли в сопровождении дворника и околоточного полицейского надзирателя, на диване лежала в одном белье мёртвая Мария Висновская. На трупе лежали одна на другой две визитных карточки Александра Бартенева. На карточках рукой Висновской было написано следующее: 1) «Палицину.  Приятель мой — благодарю за благородную дружбу нескольких лет... посылаю последний привет и прошу выдать все деньги, которые мне еще следует из театра за «Статую» 200 рублей в кассу и пенсию, прошу, умоляю». 2) «Человек этот поступил справедливо, убивая меня... последнее прощание любимой, святой матери и Александру... Жаль мне жизни и театра... Мать бедная, несчастная, не прошу прощения, так как умираю не по собственной воле. Мать — мы еще увидимся там, вверху. Чувствую это в последний момент. Не играть любовью!». У ног покойной лежала гусарская сабля.
Бартенев на допросе признал себя виновным в убийстве Марии Висновской выстрелом из револьвера. Мотивы убийства он объяснил следующим образом. Он был любовником Висновской, но большой сценический успех, красивая наружность и сильно развитое кокетство Висновской привлекали к ней мужчин, и их посещения вызывали в Бартеневе чувство ревности. Под влиянием этой ревности и горя, что он не может жениться на Висновской, Бартенев часто говорил ей о своем намерении покончить с собой. Висновская же, охотно говорившая о смерти и окружавшая себя эмблемами смерти, поддерживала этот разговор и показывала банку, в которой, по её словам, был яд, и маленький револьвер. Во время одного из таких разговоров Висновская спросила Бартенева: хватило ли бы у него мужества убить её и затем лишить себя жизни? В другой раз она взяла с него обещание, что он известит её об окончательном решении покончить с собой и даст ей возможность увидеть его и проститься с ним. Наконец, во время посещения ею Висновской на квартире на Новгородской улице Висновская якобы сказала Бартеневу: «Разве ты меня любишь? Если бы ты меня любил, то не грозил бы мне своей смертью, а убил бы меня». Бартенев возражал, что он может убить себя, но убить ее у него не хватит сил. Вслед за этим он прикладывал револьвер с взведенным курком к себе. «Нет, это будет жестоко, убить себя на моих глазах, что же я тогда буду делать», — якобы сказала Висновская и, вынув из кармана своего платья две банки — одну с опием, а другую с добытым Бартеневым, по ее просьбе, хлороформом, предложила принять вместе принять опий, и затем, когда она потеряет сознание, убить её из револьвера и покончить затем с собой. Бартенев согласился. После этого они оба начали писать предсмертные записки. Висновская писала долго, рвала записки и опять начинала писать. Окончив свои записки раньше Висновской, Бартенев начал её торопить. После этого Висновская приняла опий вместе с вином, затем легла на диван и, помочив два носовых платка хлороформом, положила их себе на лицо. Через некоторое время Бартенев присел на край дивана, обнял левой рукой находившуюся без сознаия Висновскую и, приложив бывший у него в правой руке револьвер к обнаженной груди её, выстрелил.
Утверждению, что Бартенев застрелил Вистновскую по её просьбе как будто противоречило содержание записок  восстановленных из найденных на месте преступления клочков. Текст этих записок гласил следующее: 1) «Человек этот угрожал мне своей смертью — я пришла. Живой не даст мне уйти». 2) «Итак, последний мой час настал: человек этот не выпустит меня живой. Боже, не оставь меня! Последняя моя мысль — мать и искусство. Смерть эта не по моей воле». 3) «Ловушка? Мне предстоит умереть. Человек этот является правосудием!!! Боюсь... Дрожу! Последняя мысль моя матери и искусству. Боже, спаси меня, помоги... Вовлекли меня... это была ловушка. Висновская». По поводу содержания этих записок Бартенев ничего не смог ответить. 
Бартенев, которого на суде защищал Фёдор Плевако, был признан виновным в умышленном убийстве и приговорен к восьми годам каторжных работ. Однако император Александр III заменил это наказание разжалованием в рядовые.

## В культуре
- По мотивам дела Бартенева Иван Бунин в 1926 году написал рассказ «Дело корнета Елагина»[4][8].
- Об этом деле в 2003 году был снят российский художественный фильм «Игра в модерн» (режиссёр Максим Коростышевский, Висновскую в этом фильме играла его жена Оксана Коростышевская)[10].
- Делу Бартенева посвящена одна из серий телесериала «Плевако» (2024 год).